# Gyrostipula
Gyrostipula là một chi thực vật có hoa trong họ Thiến thảo (Rubiaceae).

## Loài
Chi Gyrostipula gồm các loài: